# Upward Sun River
De Upward Sun River-site, of Xaasaa Na', is een archeologische vindplaats van de Paleo-Arctische traditie, gelegen in de Tanana-vallei in Alaska. Gedateerd tot ongeveer 11.500 BP, is het de vindplaats van de oudste menselijke resten ontdekt aan de Amerikaanse kant van Beringië. De site werd voor het eerst onderzocht in 2006.
De laag met de menselijke overblijfselen bij Upward Sun River is het meest vergelijkbaar met laag 6 van de Oesjki-site in Kamtsjatka. Beide sites zijn de enige Beringische begrafenissen uit die periode die zover zijn gevonden.

## Menselijke resten
De eerste opgraving in 2010 leverde de gecremeerde overblijfselen op van een driejarig kind. Het was gecremeerd in een haardkuil, die daarna werd ingevuld. Kort daarna werd de site verlaten. Het individu kreeg de naam Xaasaa Cheege Ts'eniin ("Upper Sun River-monding kind") door de lokale indianenstam en wordt door archeologen aangeduid als USR3. Onderzoekers waren niet in staat om DNA van deze persoon te isoleren.

### Kindergraven
In een opgraving van 2013 ontdekten onderzoekers in een laag direct onder het gecremeerde kind de overblijfselen van twee vrouwelijke baby's. De twee waren bedekt met rode oker en samen begraven in een kuilgraf met grafgoederen, waaronder vier gedecoreerde geweistaven, twee stenen pijlpunten en vuistbijlen. De twee individuen kregen van de lokale bevolking de namen Xach'itee'aanenh t'eede gaay ("Zonsopkomst kind-meisje") and Yełkaanenh t'eede gaay ("Zonsondergang kind-meisje") en worden door archeologen aangeduid als respectievelijk USR1 en USR2.
USR2 was een prenatale, mogelijk doodgeboren 30-weken oude foetus, terwijl USR1 een 6- tot 12-weken oude baby was. De prenatale persoon is het jongste, en enige prenatale, individu dat in de Amerika's werd gevonden. Alle drie stierven in de zomer. 

## Archeogenetica
In 2015 konden onderzoekers het hele mitochondriale genoom van USR1 en USR2 extraheren. In 2018 hebben onderzoekers met succes het kern-DNA van het rotsbeen van beide individuen gesequeneerd. Gebaseerd op de vorm van het skelet werd vermoed dat de twee zuigelingen vrouwelijk waren. Dit werd bevestigd door de DNA-analyse.

### Vergelijking met andere populaties
Vergeleken met oude populaties tonen USR1 en USR2 de dichtstbijzijnde genetische affiniteit met een individu uit On Your Knees Cave. USR1 toont extra genetische affiniteit met Oud Noord-Euraziatische en Oost-Aziatische populaties op een manier die niet wordt gevonden bij latere oude individuen uit de Amerika's zoals Anzick-1, de man uit Kennewick of de vrouw van de Lucy Islands-site, gedaterd tot ongeveer 6000 jaar geleden. USR1 behoorde tot een bevolking die voorafging aan de veronderstelde splitsing van de oorspronkelijke inheems-Amerikaanse bevolking in Noord-Indiaans en Zuid-Indiaans, en genetisch met beide latere bevolkingen niet clustert. USR1 vormt een duidelijke clade met het individu van Cave 2 van de Trail Creek Caves op het Seward-schiereiland.
In vergelijking met moderne populaties toont USR1 de dichtstbijzijnde genetische affiniteit met de moderne indianen, dan met Siberiërs en Oost-Aziaten. USR1 clustert genetisch niet met enige moderne inheemse Amerikaanse bevolking. De genetische afstand van USR1 naar de jongen van Malta is gelijk aan die van de moderne inheemse Amerikanen naar de Malta-jongen. USR1 toont een extra genetische affiniteit met de Denisova-mens die niet aanwezig is bij de huidige indianen. Deze extra Denisova-affiniteit is waarschijnlijk te wijten aan de bemonsteringsvariatie van een oude bevolking met hogere niveaus van een heterogene Denisova-bijmenging.

### Directe verwantschap
Kern-DNA-analyse suggereert dat USR1 en USR2 nauw verwant waren, waarschijnlijk ergens in het bereik van half-zussen tot nichten. Mitochondriaal DNA-analyse toont echter aan dat de twee zuigelingen niet in de vrouwelijke lijn gerelateerd waren. De twee baby's dragen MTDNA-lijnen die alleen in Amerika worden gevonden. USR1, de 6- tot 12-weken oude baby, komt uit haplogroep C1b. De prenatale baby, USR2, draagt een basale afstamming van haplogroep B2 welke ook aanwezig is bij het individu uit Trial Creek Cave. Deze specifieke MTDNA-afstamming is anders dan de algemeen in Amerika gevonden afgeleide B2-afstamming.
De twee individuen vertegenwoordigen de meest noordelijke vondsten van deze MTDNA-lijnen en laten zien dat de MTDNA-diversiteit in de oude bevolking hoger was dan in de moderne bevolking.

### Oud-Beringisch
USR1 wordt verondersteld representatief te zijn voor een hypothetische oude bevolking die Oud-Beringisch (Ancient Beringian) wordt genoemd. Deze populatie wordt vertegenwoordigd door drie personen: USR1, USR2 en de 9.000 jaar oude persoon van Trail Creek Cave. Deze genetische clustering weerspiegelt zich in het archeologische bewijsmateriaal van de Sun River Site en Trail Creek Cave, ondanks dat deze meer dan 750 km van elkaar af zijn gelegen. Gebaseerd op DNA-analyse van USR1, worden de Oud-Beringianen verondersteld rond 36.000 jaar geleden afgesplitst te zijn van de Oost-Aziaten, met een continue genstroom tot ongeveer 25.000 jaar geleden. De Oud-Noord-Euraziatische genetische instroom duurde van 25-20.000 jaar geleden. De Oud-Beringiërs worden ook verondersteld ongeveer 22.000 tot 18.100 jaar geleden van de voorouders van de huidige indianen te zijn afgesplitst.

### Fenotype
Fenotypische analyse toont aan dat USR1 niet de afgeleide EDAR-allel draagt die wordt aangetroffen in moderne Oost-Aziaten en indianen. USR1 draagt echter de afgeleide rs174570-FAD2-allel die is gericht door een repertoire reductie.

## Zalm
Ongeveer 300 botfragmenten van zalmachtigen werden gevonden op de site, hetgeen het vroegste bewijs van de consumptie van zalm in Noord-Amerika is. DNA-analyse van de resten tonen deze afkomstig van Chumzalm (Oncorhynchus keta). Isotopische analyse liet zien dat het trekvis betrof.

## Artefacten
Een obsidiaan-afslag gevonden bij de grafgiften van de babygraven werd chemisch geïdentificeerd als afkomstig van Hoodoo Mountain in nationaal park Kluane in Yukon, Canada: een locatie op 600 km afstand van de Upward Sun River-site.